# 讃岐平野

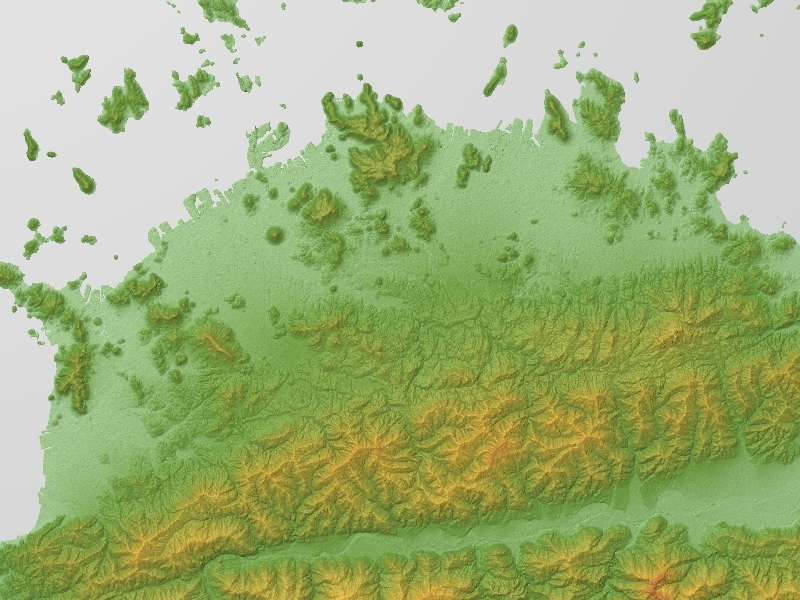
讃岐平野の地形図

讃岐平野（さぬきへいや）は四国北東部に位置し、瀬戸内海と讃岐山脈に挟まれた讃岐半島の大部分を占める四国地方最大の平野。北に向かって緩やかに傾斜し、所々に小さな山や丘が見られる。
また、瀬戸内に位置しており降水量が一年を通して少ないため、農業用水を確保するためのため池が多い。9世紀に空海らが修築した満濃池は日本最大のかんがい用ため池である。

## 概要

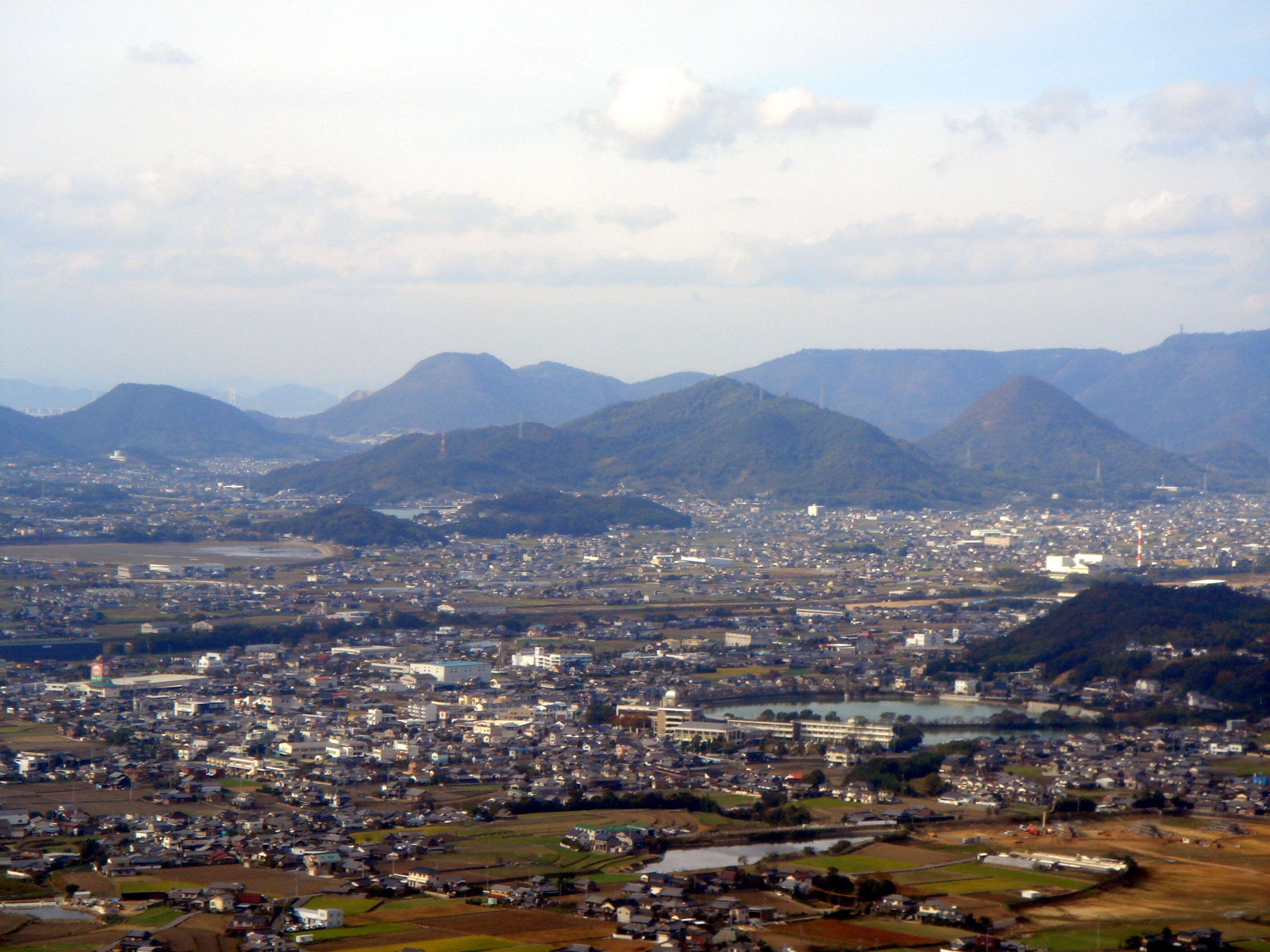
讃岐平野・琴平山と讃岐富士

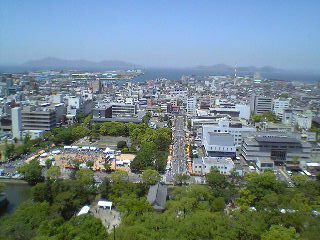
丸亀城本丸から見た丸亀平野

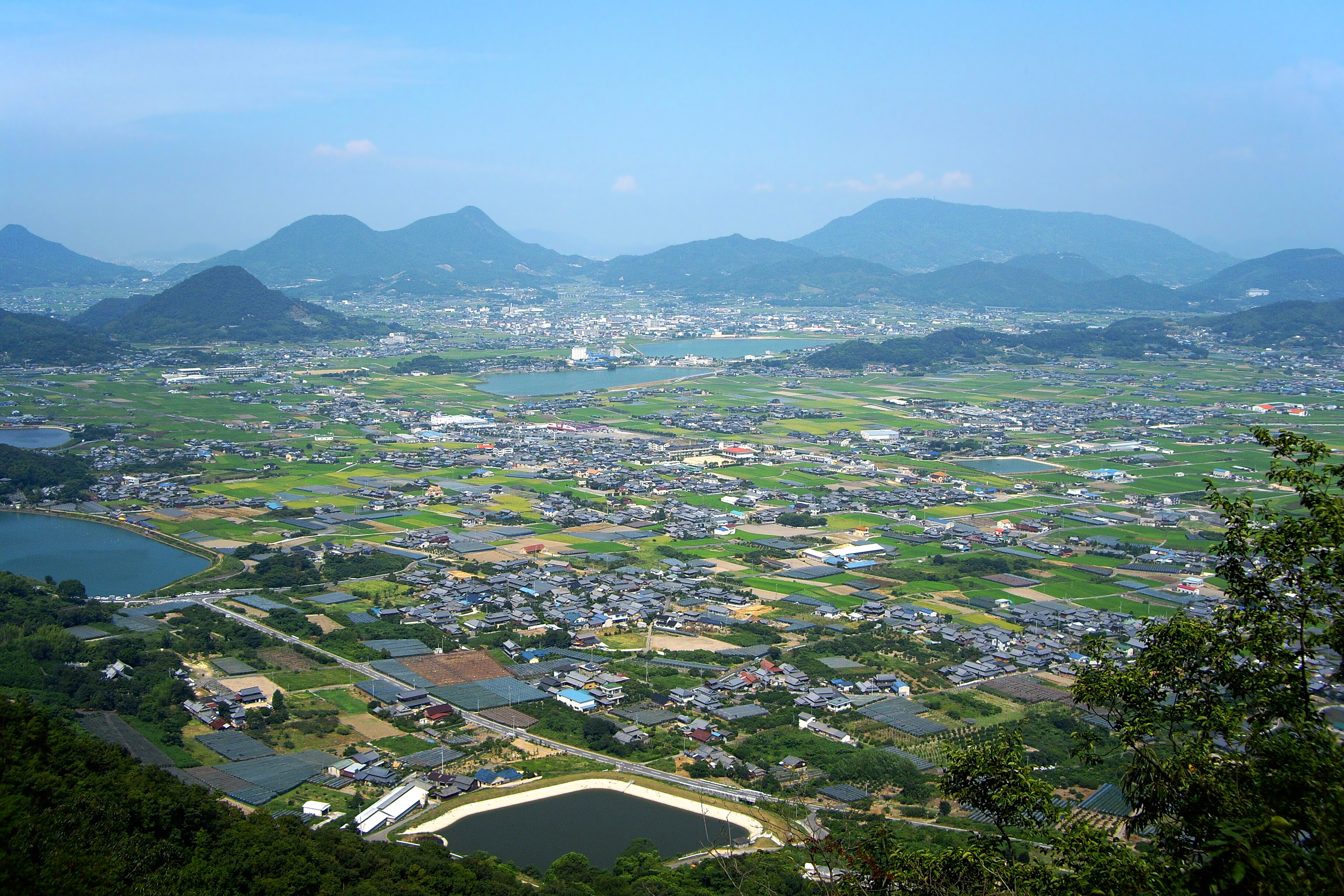
七宝山から見た三豊平野北部

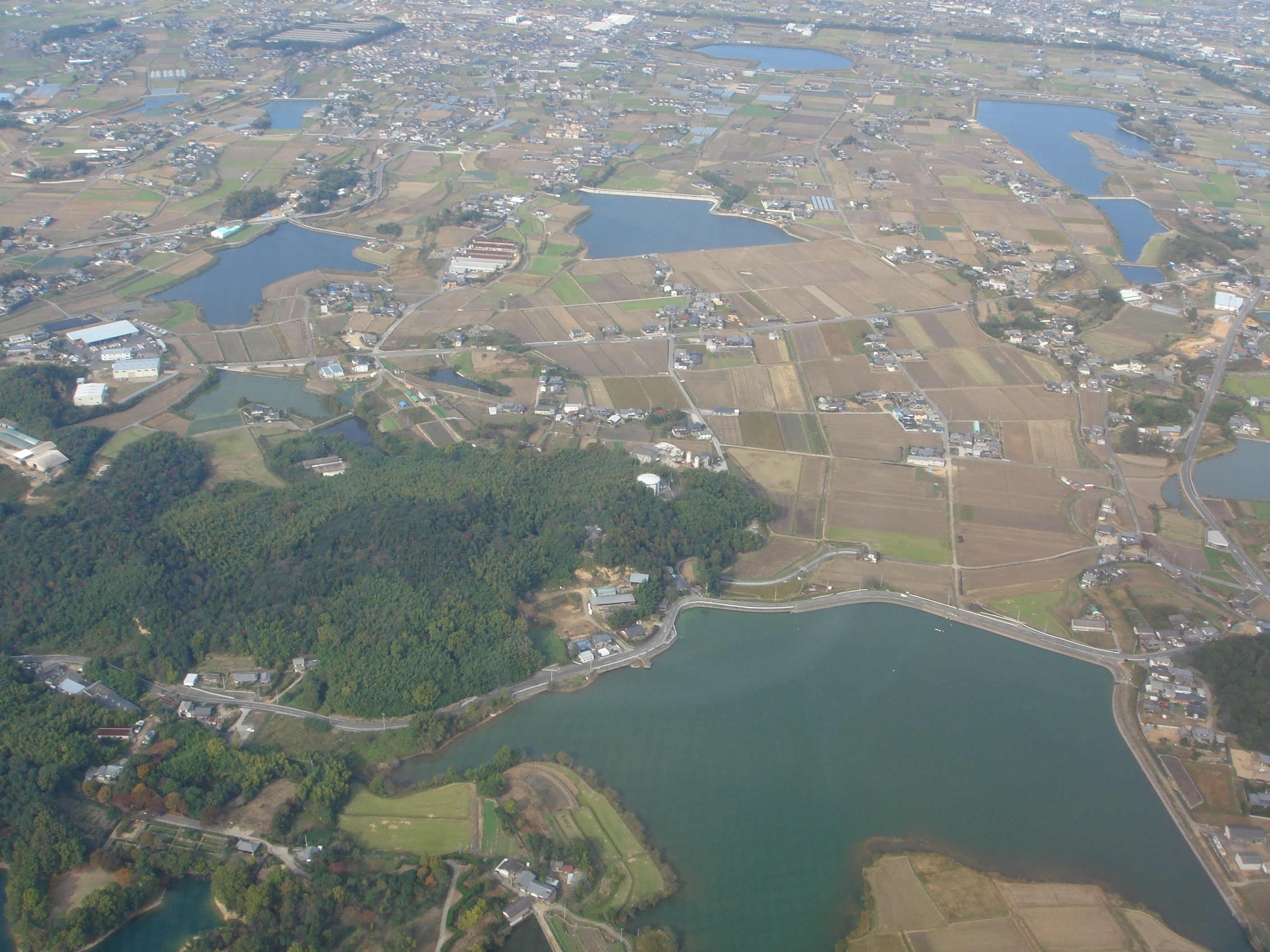
讃岐平野のため池

名称は大部分を占める香川県の旧国名「讃岐国」が由来である。面積は低地539.26km2、下位台地153.64km2の計692.90km2であり、香川県の総面積（1876.53km2）の36.9%を占める。ただし、平野は完全に連続しているわけではなく、400～500m前後の山によってさらに「大川平野」（93.25km2）、「高松平野」（181.63km2）、「丸亀平野」（126.77km2）、「三豊平野」（155.99km2）の4つの平野に分かれるため、讃岐平野という語はそれら4つの平野の総称的用法も内包している。
全域にわたって人口密度が高く、香川県内の主要都市が集中している。また、この平野には高松市を中心とした四国地方最大の経済地区が広がっており、大部分が高松都市圏に属している。

## 河川
大部分の河川は讃岐山脈を水源として下流へ大粒の礫を運び、山麓一帯で扇状地を形成している。代表的なものには以下の河川がある。
- 馬宿川（東かがわ市）
- 湊川（東かがわ市）
- 香東川（高松市）
- 綾川（綾川町→坂出市）
- 土器川（まんのう町→丸亀市）
- 財田川（三豊市→観音寺市）
- 柞田川（観音寺市）

以下の河川は花崗岩類の山地や開析溶岩台地などを水源とし、下流部においては花崗岩類や安山岩類の砂地が覆う氾濫原を形成し、さらに河口付近では三角州状の低地を形成する。
- 与田川（東かがわ市）
- 番屋川（東かがわ市）
- 津田川（さぬき市）
- 鴨部川（さぬき市）
- 新川（三木町→高松市）
- 春日川（三木町→高松市）
- 本津川（高松市→綾川町→高松市）
- 大束川（綾川町→丸亀市→坂出市→宇多津町）
- 金倉川（まんのう町→琴平町→善通寺市→丸亀市）
- 高瀬川 (香川県)（まんのう町→三豊市）

全ての河川のうち一級河川は土器川のみであり、その他は全て二級河川以下である。

## 構造
花崗岩でできた部分が崩れ讃岐岩質安山岩に覆われた部分だけが小高い丘として残った。その後河川の堆積作用によってできた沖積平野である。平野が広がるにつれ島であったところが陸続きになり、山となった（屋島、五色台など）。平野を流れる河川は、ほとんど水が流れず地下水として流れているが、大雨になると水かさを急激に増す。

## 人とのかかわり
古くから人が住み着き、五色台で産出する讃岐岩（カンカン石、サヌカイト）で石器が作られた。古代における条里制の遺構がよく残っている。また、瀬戸内海式気候により雨が少ないので、ため池が多く作られてきた。海岸部では塩田が作られ、製塩業が発達した。その跡地は、多くが工場用地となり、工業が発達、瀬戸内工業地域の一角をなす。海岸線から離れ内陸部になると散村集落を形成し農業が発達した。